# Julian Jefferson
Julian Jefferson, britanski general, * 18. julij 1899, † 18. junij 1966.